# Helena Äwe Bäckman
Helena Anna Maria "Äwe" Bäckman, född 5 augusti 1968 i Bromma, är en svensk dockmakare och dockspelare bosatt i Stockholm. Hon var med och startade produktionsbolaget BLA Stockholm tillsammans med Petter Lennstrand och Patrik Arve, och skötte företagets dockmakeri.
Bäckman har tillverkat mängder av dockor, både till BLA Stockholms egna produktioner (Allram Eest, Höjdarna, För alla åldrar, m.fl.) och för andra produktioner såsom NRK:s Kometkameratene. Hon har även sytt Iprenmannens dräkt.
Tillsammans med Petter Lennstrand designade hon dockorna till långfilmen Upp i det blå (2016).
Helena Bäckman är dotter till sångerskan Py Bäckman.